# Здоровая Ферма
Здоровая Ферма — агропромышленное объединение на Урале, производящее охлажденные и замороженные продукты. Входит в Группу Компаний «Здоровая Ферма».
Численность сотрудников — 4500 человек.
Штаб-квартира компании расположена в Челябинской области.

## История
В 1967 году открылась птицефабрика в Аргаяшском районе Челябинской области. В конце 1990-х Аргаяшская птицефабрика была модернизирована. В 2011 году в Группу Компаний "Здоровая Ферма" вошли Комбикормовый завод, производящий натуральные корма для поголовья, а также Родниковский свинокомплекс. В этом же году началось строительство  птицефабрики в Кунашакском районе Челябинской области по технологии «green field» («в чистом поле»).
Объем производства по результатам 2018 года составил более 107 тысяч тонн мяса птицы, свыше 21 тысячи тонн свинины в живом весе, более 645 миллионов штук яиц и более 7 тысяч тонн продукции мясной переработки
Компания производит 150 наименований продукции мяса птицы и свинины, 250 наименований изделий мясной переработки и около 40 наименований яичной продукции. 

## Структура
В Группу Компаний "Здоровая Ферма" входят:
- Аргаяшская птицефабрика мясного направления.
- Кунашакская птицефабрика мясного направления.
- Комсомольская птицефабрика яичного направления.
- Родниковский свинокомплекс.
- Завод по глубокой переработке «Здоровая Ферма — Деликатесы».
- Комбикормовый завод.

## Продукция
- Мясо птицы и полуфабрикаты из мяса птицы.
- Свинина и полуфабрикаты из свинины.
- Мясные полуфабрикаты: колбаски, котлеты, чевапчичи, шашлыки, мясо для запекания и т. д.
- Продукция глубокой переработки: колбасы, рулеты, сосиски, сардельки, копченые деликатесы и т. д.
- Яйцо и яичная продукция.

## Качество продукции
Группа Компаний "Здоровая Ферма" позиционирует себя как производитель натуральной, экологически чистой продукции. Поголовье животных выращивается на натуральных кормах, которые производит на собственном комбикормовом заводе. "Здоровая Ферма" стала пионером на Урале по использованию термоусадочной упаковки для мяса птицы .   
Качество продукции ежегодно подтверждается на международных, федеральных и региональных продовольственных выставок: «Продэкспо», «World Food Moscow», «Золотая осень», «Peterfood» и т .д. 

## Территория продаж
Продукция "Здоровая Ферма" реализуется на территории России в розничных сетях страны на Урале, в Сибири и Поволжье.  